# M. La fine e il principio
 M. La fine e il principio è un romanzo dello scrittore italiano Antonio Scurati edito da Bompiani. È il seguito di M. L'ora del destino.

## Trama
Il libro narra le vicende di Benito Mussolini dal 1943 fino alla sua morte il 28 aprile 1945.
Quinto e ultimo capitolo della saga M. dedicata a Benito Mussolini. Qui si raccontano gli ultimi 600 giorni di vita del dittatore e dell'Italia fascista, dal settembre 1943 all'aprile 1945. L'ultimo atto del regime fascista e della guerra mondiale in Italia.

## Edizioni
- Antonio Scurati, M. La fine e il principio, Bompiani, 2025, ISBN 978-88-301-0698-7.